# José Estevão da Costa
Pour les articles homonymes, voir Da Costa.
José Estevão da Costa est un footballeur portugais né le 18 août 1928 à Lisbonne. Il évoluait au poste de milieu.

## Biographie
Il remporte la Coupe Latine 1950 avec Benfica.

## Carrière
- 1947-1952 :  Benfica Lisbonne
- 1952-1955 :  Vitória Guimarães
- 1955-1957 :  Lusitano Évora[1]

## Palmarès

### En club
Avec le Benfica Lisbonne :
- Champion du Portugal en 1950
- Vainqueur de la Coupe du Portugal en 1949, 1951 et 1952
- Vainqueur de la Coupe Latine en 1950